# Notariswoning (Wouw)
De Notariswoning in Wouw is een huis gebouwd in 1910 aan de Bergsestraat. Het pand is een rijksmonument.

## Geschiedenis
De woning is gebouwd rond 1910 in opdracht van notaris J. Goderie. De architect was A.J. de Bruijn uit Roosendaal. Toestemming een woning met kantoren te bouwen werd verkregen op 24 februari 1912. In het gebouw zijn voor zowel de Patroon als de klerken kantoren gebouwd. Na het vertrek van de notaris woonde er een huisarts. Tot op heden is het een artsenwoning gebleven.

## Beschrijving
Het huis, gebouwd in art-nouveaustijl, bestaat uit twee verdiepingen onder een plat dak met dakschilden. De voorgevel bestaat uit twee rijen van vijf traveeën. Aan de bovenkant van de middenrisaliet is een gemetselde balkon en dakkapel met trapgevel. Het balkon is afgezet met een gietijzeren hek. De portiek aan de voorzijde geeft toegang tot het woonhuis. Aan linker zijkant, aan het pad richting de oude pastorie, is de ingang van de kantoorruimten (nu ingang huisartsenpraktijk). In de huisartsenpraktijk is de originele kluis in gebruik als opslagruimte.

## Trivia
Het huis is gebouwd vlak bij het deel van de Bergsestraat wat in de volksmond "Schoelie-end" genoemd werd.

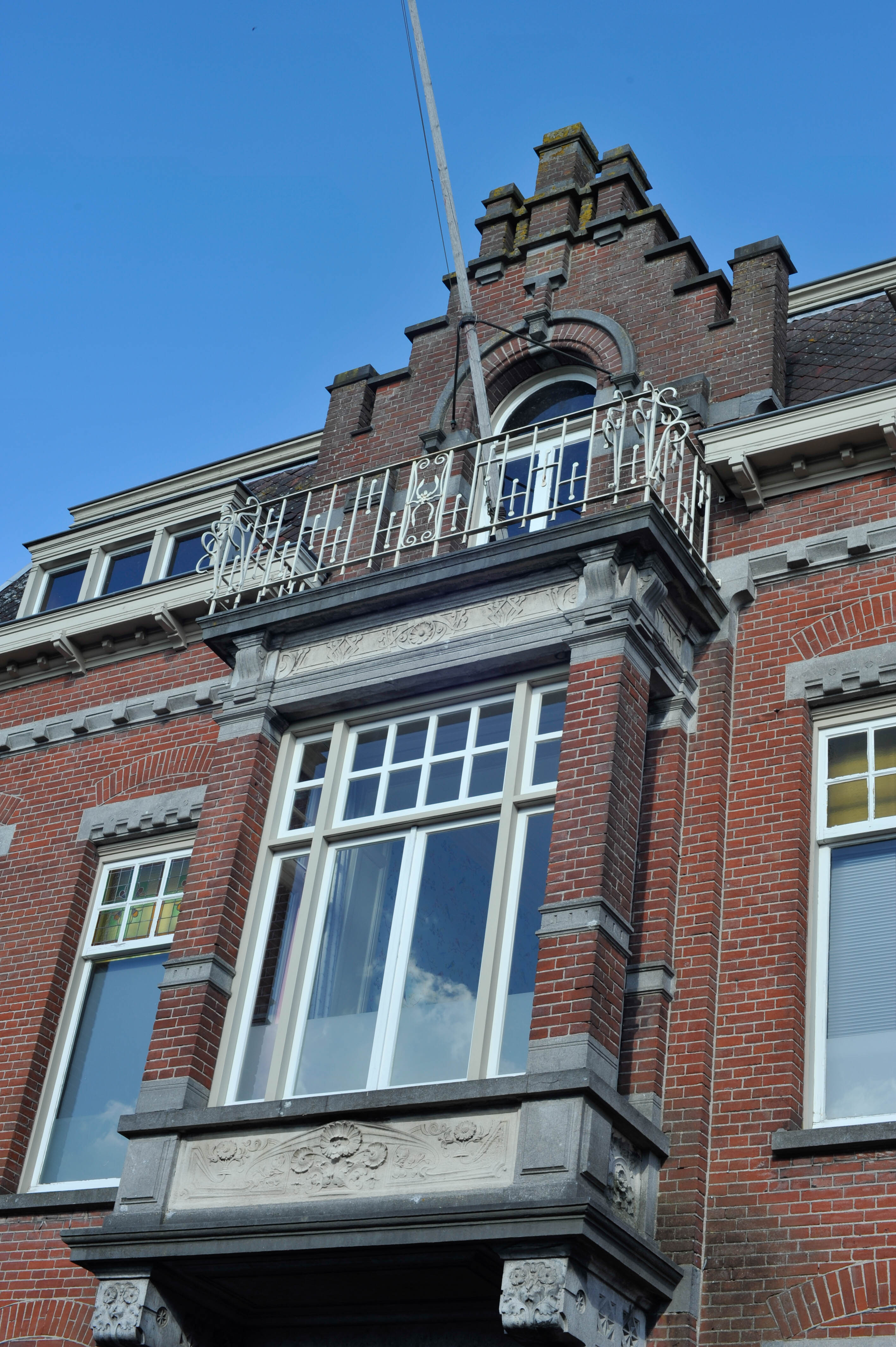
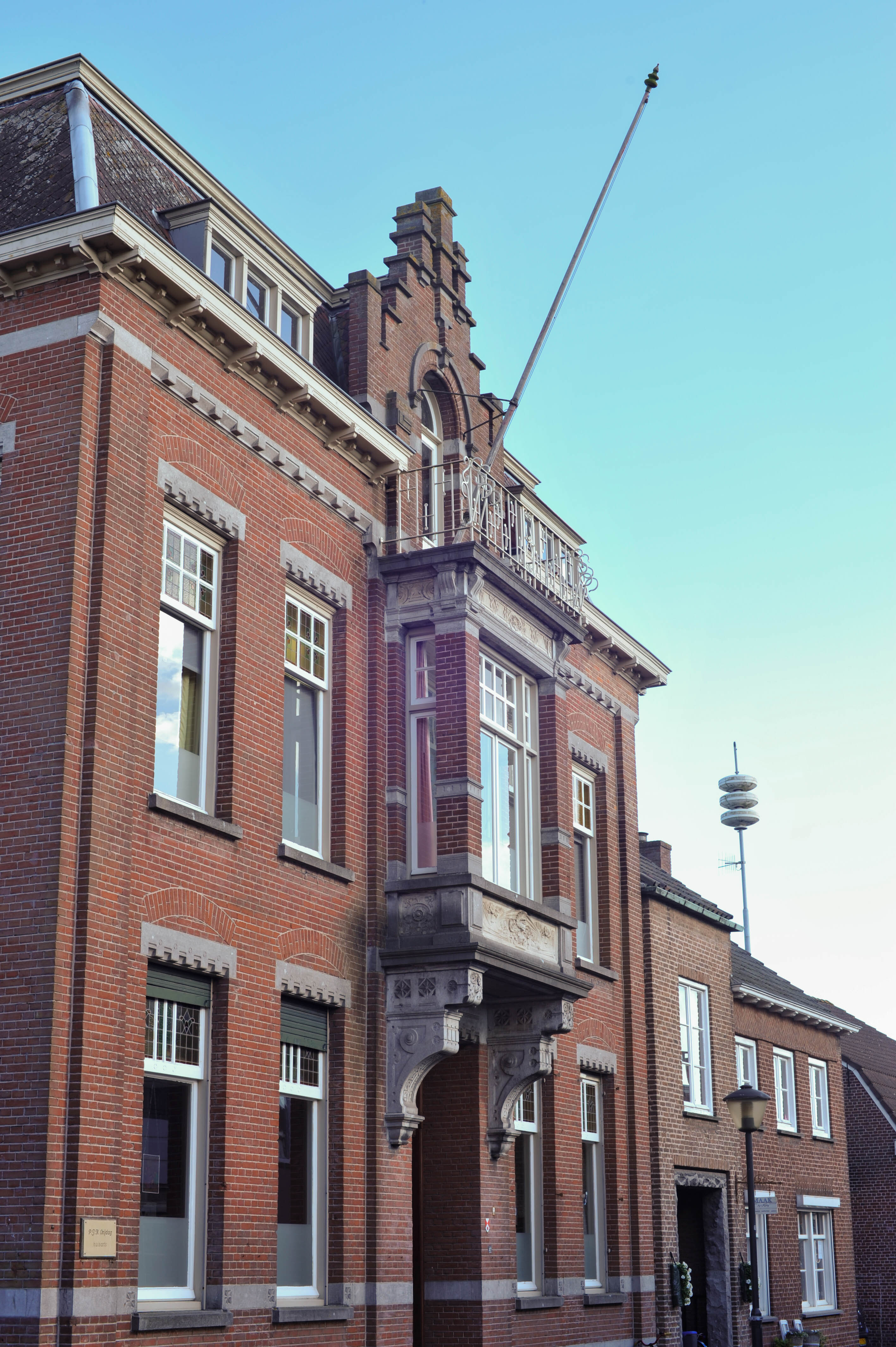
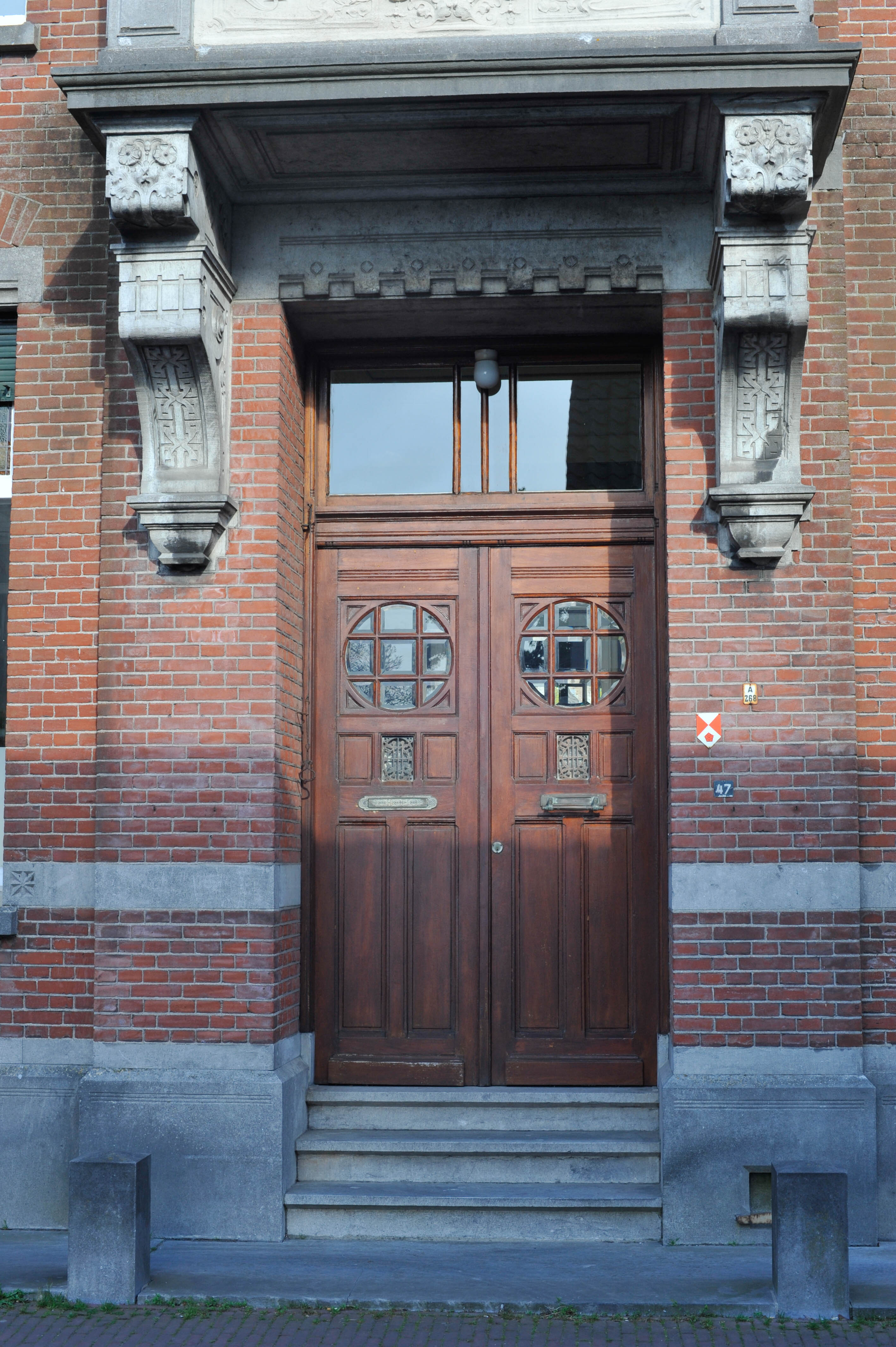